# Jørgen Buckhøj
Jørgen Buckhøj, född 10 januari 1935 i Århus, död 13 april 1994 i Köpenhamn, var en dansk skådespelare och teaterdirektör. Buckhøj medverkade i 38 filmer mellan åren 1953 och 1977. Han är dock främst känd för att ha spelat Mads Skjern i den danska TV-serien Matador 1978-1982. 
Jørgen Buckhøj föddes i Århus och var son till skådespelarna Per Buckhøj och Henny Lindorff (1902–1979). 
Han utbildades vid Aalborg Teater 1952–1953 och engagerades därefter på flera teatrar, till exempel Aarhus Teater, Det Ny Teater, Aveny Teatret, Scala, Boldhus Teatret och Hvidovre Teater.
Jørgen Buckhøj medverkade bland annat i Nøddebo Præstegaard, Den kaukasiska kritcirkeln, Fröken Julie, Herr Puntila, Automobilkirkegården, Bal i den borgerlige, The Boys in the Band och Nonnerne, men även i många revyer. 1978 blev han verkligt känd för den stora publiken genom sin roll som företagaren Mads Andersen-Skjern i TV-serien Matador.
År 1962 gifte Buckhøj sig med skådespelaren Christa Rasmussen (1929-2009), med vilken han fick en son. Åren 1982–1989 var han direktör för Amagerscenen.
Jørgen Buckhøj avled i lungcancer 1994. Han är begravd på Mariebjerg Kirkegård i Gentofte.

## Filmografi i urval
- Kärlekskarusell - 1953
- Mod og mandshjerte - 1955
- Gengæld - 1955
- Natt i Nyhavn - 1957
- Seksdagesløbet - 1958
- Soldaterkammerater på vagt - 1960
- Skibet er ladet med - 1960
- Soldaterkammerater på efterårsmanøvre - 1961
- Jetpiloter - 1961
- Far til fire med fuld musik - 1961
- Landsbylægen - 1961
- Sorte Shara - 1961
- Støv for alle pengene - 1963
- Gudrun - 1963
- Min søsters børn på bryllupsrejse - 1967
- Smukke Arne og Rosa - 1967
- Historien om Barbara - 1967
- Tänk på ett tal - 1969
- Oktoberdage - 1970
- Nøglen til Paradis - 1970
- Pas på ryggen, professor - 1977
- 1978–1982 – Matador (TV-serie)